# Gabriele Bosisio
Gabriele Bosisio (Lecco, 6 augustus 1980) is een Italiaans wielrenner. Bosisio heeft een redelijke sprint in de benen en gaat goed over heuvels.

## Biografie
Bosisio zag het levenslicht in 1980 en zou 24 jaar later het wielerpeloton binnen stappen. Voor het Italiaans-Ierse Tenax maakte hij in 2004 zijn profdebuut. Hij wist daarin nog niets bijzonders te laten zien. Hoewel hij in zijn tweede profjaar ook nog nergens kon juichen, reed hij wel enkele goede prestaties bij een. Zo behaalde hij een toptienstek in het eindklassement van de Ronde van Beieren en wist hij enkele ereplaatsen te bemachtigen in Italiaanse semi-klassiekers.
In 2006 eindigde hij als 8e in de heuvelachtige Italiaanse semi-klassieker Milaan-Turijn. Daarnaast greep hij in de Omloop van Lotharingen net naast de zege in de vierde etappe en voor de rest wist hij in nog wat kleinere wedstrijden ereplaatsen te behalen.
In 2007 boekte hij zijn eerste overwinning; de Italiaanse wedstrijd Ronde van Lazio. Ook in een testwedstrijd voor de Olympische Zomerspelen van 2008 in Peking was Bosisio de snelste.
In 2009 werd hij betrapt op het gebruik van doping.

## Belangrijkste overwinningen
2007
- Ronde van Lazio
- Test Olympische Zomerspelen 2008 - wegwedstrijd

2008
- 7e etappe Ronde van Italië
- 3e etappe Brixia Tour
- Giro d'Oro

## Resultaten in voornaamste wedstrijden
| Jaar | Ronde van Italië | Ronde van Frankrijk | Ronde van Spanje |
| ---- | ---------------- | ------------------- | ---------------- |
| 2004 | 137e             |                     |                  |
| 2005 |                  |                     |                  |
| 2007 |                  |                     |                  |
| 2008 | 22e (1)          |                     |                  |
| 2009 | 27e              |                     |                  |

| Jaar | Milaan-San Remo | Ronde van Lombardije |
| ---- | --------------- | -------------------- |
| 2004 |                 |                      |
| 2005 |                 |                      |
| 2007 |                 | 84e                  |
| 2008 |                 |                      |
| 2009 | 54e             |                      |